# 荒鷲毅
荒鷲 毅（あらわし つよし、1986年8月21日 - ）は、モンゴル国ホブド県出身で峰崎部屋（入門時は荒磯部屋、その後花籠部屋）に所属した元大相撲力士。身長184cm、体重131.8kg、血液型はA型、本名はエレヘバヤル・ドゥルゴゥーン（モンゴル語キリル文字表記：Эрхбаярын Дөлгөөн）。最高位は東前頭2枚目（2018年3月場所）。得意技は右四つ・寄り・上手投げ。いわゆる「花のロクイチ組」の1人。
史上初となる「負け越しながら新十両昇格を経験した」力士であり、現状唯一でもある。

## 来歴
父のエレヘバヤルはソウル五輪レスリング4位の実績を持つ。少年時代はサッカーやバスケットボール、水泳などに親しんでおり、2002年に出場した相撲の世界ジュニア選手権で旭鷲山に才能を見出されて荒磯部屋に入門。同年11月場所で前相撲デビューを果たした。当時の公式記録では身長183cm、体重83kg。少年時代はインドネシアに住んでいた時期があり、日本で大相撲に挑戦することには抵抗が無かったという。幕下時代の2006年1月場所を左肩の脱臼で途中休場して以降は脱臼癖がついて休場を繰り返し、7度目の脱臼をした2007年5月場所後に手術を受けた。術後リハビリで3場所全休したため西幕下22枚目から西序二段22枚目まで番付を落としたが、同じく現役時代は肩の脱臼癖に悩んだ千代の富士の相撲を研究して克服した。しかし、ようやく元の番付まで戻った2008年9月場所後に、師匠の荒磯親方（元小結・二子岳）が停年（定年）退職を迎えて部屋が閉鎖されたため、花籠部屋に移籍した。
度重なる故障や軽量から花籠部屋移籍後は一進一退を繰り返した時期もあったが、怪我も癒え、体重も増え出した2010年の後半からは幕下上位に定着。2011年5月技量審査場所では東幕下3枚目で3勝4敗と負け越したが、大相撲八百長問題で大量の引退・解雇力士が出たため、7月場所で極めて異例の新十両昇進を果たした。しかしその場所は5勝10敗と大敗してしまい、1場所で幕下陥落。2012年3月場所で再び昇進するも7勝8敗とまたも跳ね返された。同年5月場所後、経営難を理由に今度は花籠部屋が閉鎖されたため、峰崎部屋へ移籍した。
峰崎部屋に転籍して最初の場所であった2012年7月場所は東幕下4枚目で4勝3敗と、十両昇進は厳しい星取りではあったが、十両から陥落してくる力士が多かったこともあり、場所後に再十両昇進が決定。峰崎部屋から初の関取誕生となった。しかしその場所も5勝10敗と負け越してしまい、1場所でまた幕下へ戻ってしまった。その後丸1年幕下で停滞し続けたものの、西幕下筆頭の地位で迎えた2013年11月場所を6勝1敗で終え、場所後に関取復帰を果たす。再十両の2014年1月場所は自己最高位を更新した西十両10枚目で8勝7敗、悲願である関取としての勝ち越しを初めて果たした。翌3月場所は自己最高位を東十両8枚目まで更新し、ここでも12日目に勝ち越しを決めるなど好調を示し、自身初の関取2ケタ勝利である10勝5敗の好成績を果たした。

### 新入幕場所以後
翌5月場所の番付には東前頭16枚目の地位に名前が載った。初土俵から所要68場所での新入幕は外国出身力士のスロー新入幕2位となる記録である。モンゴルからは、前場所の照ノ富士以来21人目。この場所は途中で4連勝もあったが、12日目に7勝目を挙げてから3連敗で惜しくも負け越した。翌7月場所は場所後半での6連勝も光り、10勝5敗の好成績を残し、9月場所は西前頭8枚目まで番付を上げた。その後は幕内から転落して6場所の十両暮らしとなった時期もあったが、再入幕を果たして3場所目の2016年11月場所では11勝4敗の好成績を挙げている。

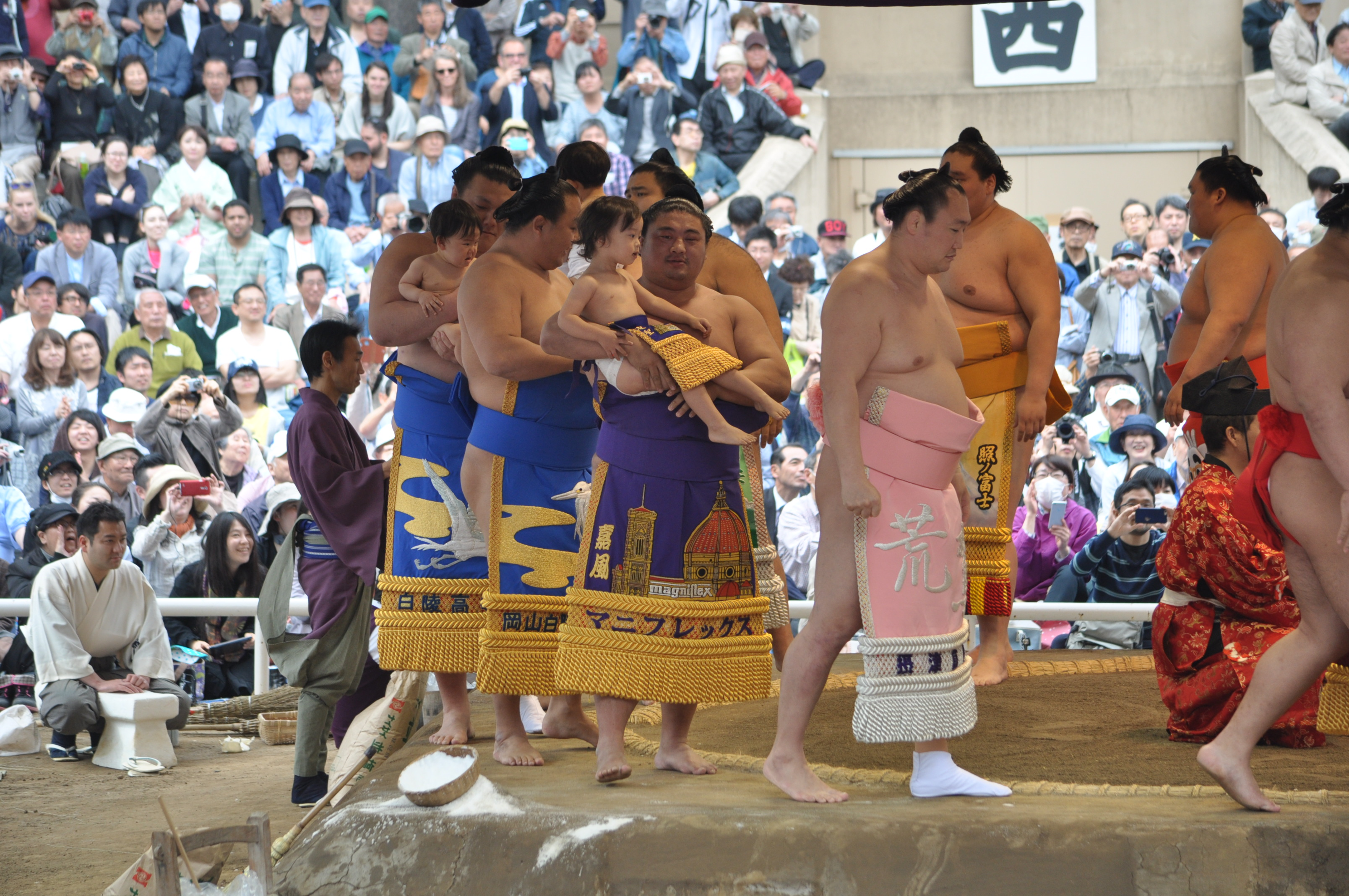
靖国神社奉納大相撲 土俵入りする荒鷲（2017年4月17日撮影）

2017年1月場所は14場所ぶりに自己最高位を更新し西前頭2枚目で迎えた。4日目の自身初の横綱戦となった日馬富士戦を含み初日から5連敗を喫したが、6日目には立合いからの素早い相撲で横綱鶴竜に初対戦で勝利し金星。初土俵から85場所目での初金星獲得は、昭和以降で7番目の遅さで、外国出身力士では最も遅い記録である。さらに中日には7戦全勝だった初対戦横綱白鵬に鶴竜戦に続く速い相撲で勝利し、白鵬の初顔合わせ力士に対する連勝を止め、この場所2勝目を2つめの金星獲得であげた。その後も大関照ノ富士に勝利するなど実力者相手に力を発揮したが、他の三役格力士には勝てず6勝9敗だった。3月場所は西の4枚目で迎えたが、序盤から黒星が先行し、7敗と後が無くなってから5連勝中の日馬富士に勝つなど連勝して存在感を見せたが、照ノ富士に敗れて11日目に負け越しが決まると、続く稀勢の里戦で寄り切られた際に左足首を捻挫。残り3日間を休場して、結局3勝に留まった。5月場所は東の11枚目に番付を落とした。先場所の怪我の影響を隠せず、初日から6連敗、中日の時点で1勝7敗と後が無くなった。しかしそこから5連勝と持ち直し、14日目に新入幕の阿武咲に敗れて負け越しとなったものの、千秋楽は勝利して7勝8敗と負け越しを1つで抑えた。6月8日、元客室乗務員のモンゴル人女性と1月に結婚したことを明かした。「子供は5人以上欲しい。まず相撲をもっと頑張らないといけない」と意欲を語った。約2年間の遠距離恋愛の末、2017年1月場所後、夜空を飛ぶヘリコプター内でプロポーズ。「どう言おうか考えていて、夜景は全く覚えていない」と照れ笑いした。9月場所は6日目から発熱により体調を崩すも12日目に勝ち越し。この場所は9勝6敗で終えた。西前頭5枚目で迎えた11月場所は、中日を終えた時点で7勝1敗と好調だったが、そこから1勝しかできず8勝7敗と1つの勝ち越しに留まった。
2018年3月場所は番付運に恵まれ、2枚半上昇で自己最高位を更新する東前頭2枚目で迎えた。自身初めて初日からの上位戦となったが、場所前に足を痛めた影響もあって1勝も出来ないまま中日負け越し。9日目の宝富士戦で初日が出たものの2勝13敗と大きく負け越した。場所後の春巡業は初日からの休場が発表された。番付を東前頭12枚目まで落とした5月場所も序盤の出遅れが響いて12日目に負け越しが決定。しかし残りを3連勝として1つの負け越しに抑えた。番付を半枚落とした7月場所も初日から5連敗するなど出遅れ、5勝10敗の成績に終わった。「稽古はまだできる状態じゃない」と語る中で迎えた9月場所は13場所連続で務めた幕内から陥落し、東十両筆頭の地位となった。12日目からの給金相撲を3連敗としたが、千秋楽に勝ち越しを決めて1場所での幕内復帰を確実にした。しかし11月場所では途中休場となり十両へまた陥落した。
2019年は番付をさらに下げ、2019年11月場所時点では東幕下8枚目の位置にいた。怪我の影響により11月場所は全休となった。
2020年1月場所も休場していたが、13日目に引退を表明した。午後の引退会見で「上を目指せる気持ちや体の状態ではなく、このまま申し訳ない相撲を取ってはいけないと思った」「2年ほど前から思うような稽古ができなかった。膝は手術をしたが、関節はよくなったが痛みが抜けなかった」と引退の理由を説明した。場所中に師匠と話し合って決断したという。思い出の一番として4度目の十両で初めて勝ち越しを決めた2014年1月場所14日目の玉飛鳥戦を挙げ、「泣き崩れて喜んだ思い出がある」と話した。また、上述の通り2017年1月場所にて初顔合わせであった白鵬に対し金星を獲得して以降、白鵬との対戦はなかったため、自身は翔天狼、貴ノ岩に次いで幕内で白鵬と対戦して金星を上げ、無敗のまま引退した力士の3人目となった。なお、偶然にも3人とも最高位は前頭2枚目であり、三役には届いていない。

### 引退後
2018年5月場所で年寄襲名条件である十両・幕内通算30場所を達成していたが、日本国籍を取得しなかったため、協会には残らなかった。2020年4月の報道では、進路が未定となっており、峰崎部屋にコーチとして顔を出していると報じられている。断髪式は当初2020年5月31日に実施予定だったが、新型コロナウイルス感染拡大の影響により延期となり、2021年2月23日に両国国技館で行われた。断髪式では荒鷲本人の要望により、関係者以外の来場者でも希望すれば鋏を入れることが認められたため、式の終了時刻は予定より1時間以上も遅くなった。断髪式を終えた時点でもまだ進路は未定であるが、日本で生活する意向を示している。
雑誌『相撲』2023年7月号によると、日本、アメリカ、モンゴルの3ヶ国を拠点に不動産業を営んでいるという。体重は100kg弱まで減っている。

## 取り口
得意手は右四つ、寄り、上手投げ。下位時代は体重が110kg程度であったため足癖など様々な技を駆使して勝ちに行ったが、関取に昇進してからは離れて取って素早く動き、手繰りを活かして叩きやとったりで勝負できるようになった。2016年以降は右四つからの寄りが強くなり、2017年3月場所前の座談会で雷（元小結・垣添）が「右四つに組めば、横綱をも寄り切れるということですからね」と2017年1月場所で白鵬から金星を獲得したことを例に出している。同じ座談会で甲山（元幕内・大碇）は「もともと白鵬のミニチュア版というか、体も柔らかそうだし右四つの踏み込み方もどことなく似ている」と形容しており、同時に「前は軽いイメージがあったけど、もともと持っていたうまさに加えて重さも出てきましたね。それによって前にも出られるようになった」と評している。一方で胸が合うと馬力の差が出るため、上手を狙いに左に動くことがある。好角家で知られるアイドルの山根千佳など、著名人の中にも派手な投げ技に注目する人物がいる。2017年7月場所などは5秒以内で終わった相撲が15番中11番、3秒以内が4番であったなど、相撲の速さに磨きがかかった。立合いの当たりで流れを掴まないとあまり強くないようであり、2017年11月場所9日目の栃煌山戦で敗れた際には「自分の力負け。立ち合いで当たれず、無理に出ていってしまった。前に前にという気持ちが強すぎた」と振り返っている。

## 人物・エピソード
- 琴欧洲、星風と同期入門。琴欧洲がスピード出世で大関に昇進したため、幕内でもう一度対戦することを目標に番付を上げたが、ようやく新入幕を果たした2014年5月場所では、既に琴欧洲は現役を引退しており、対戦は叶わなかったことを残念がる様子が、同場所6日目の大相撲中継で紹介された。引退会見では引退して鳴戸親方になった琴欧洲から花束を渡された。
- 2014年5月場所では、珍しい割り返しを経験している。3日目の対戦相手は当初千代の国と発表されていたが、千代の国が休場を届け出たため急遽取組が変更され、対戦相手が東龍に変更された。なお、この割り返しは十両以下の取組が発表前で、中入り後最初の一番だったこともあり、対戦相手が変わったのは荒鷲だけであった。
- 2014年7月場所中、まだ幕内在位2場所目であった荒鷲は安っぽい帯を締めていたことを時天空に注意され、時天空が呼んだ着物屋に帯を仕立てて貰った。また、時天空が悪性リンパ腫から退院して2場所ほど親方として勤務していた頃「俺が現役の時に着ていた大島紬の着物をあげるから、おいで」と声を掛けられた[21]。
- 2015年5月場所中日のNHK大相撲中継の中入り企画『関取訪問』では女将が「非常に温厚で声を荒げることなどが決して無い」と人物評を語っていた。また、増量に関しては夜食にカーシャを食していることが明かされた。
- 2016年7月場所8日目で玉鷲と対戦。勝った玉鷲が「あっちはニセ鷲。こっちは本当の鷲」と発言したのが耳に入り、黙っておれず「僕が1年早く入門した。荒鷲から玉鷲の『鷲』を取ったんです」と主張[26]。AbemaTV大相撲LIVEでの2019年5月場所プロフィールに「同郷で似た四股名の玉鷲から『ニセ鷲』と呼ばれている」と書かれていた件である。
- 2017年1月場所6日目の鶴竜戦で勝利した際には懸賞金を5本（手取り15万円）受け取ったが同場所8日目の白鵬戦で勝利した際には46本（138万円）を受け取った。座布団が乱舞する館内の光景に「テレビでしか見たことないので。良かったですね」。中日の白鵬戦で得た懸賞金に関しては「あんなに重いの初めて。片手じゃ持てない」と喜んだ[4]。
- 妻はモンゴル国立大学経済学部を卒業後、5年間、モンゴルの航空会社フンヌ・エアのキャビンアテンダントをしていた経験を持つ。身長170cmとモデルのようなスタイルをしており、2018年3月場所前の時点では来日1年だが日本語は勉強の甲斐あって徐々に覚えている模様。モンゴルでは祭りや祝いの席でしか酒を飲まないので、妻は日本人が日常的に飲酒しているのに驚いたといい、寿司やウナギが好きであったが何処で漁獲されてどのように調理するかを知ってからは食べられなくなったという。荒鷲は最初怪我をするシーンを怖がる妻に大相撲中継を見せないようにしていたが、徐々に妻は怪我をするシーンには慣れたので観戦するようになった。荒鷲は、2018年3月場所前のインタビューで妻の真面目なところや温かい雰囲気が好きであると回答しており、同時点ではまだ一緒に暮らしてから日が浅いことなどから意見の相違が生じたり喧嘩をしたりすることもあるが、基本的には仲が良い[27]。
- 同じモンゴル出身の千代翔馬とは風貌・体格が酷似している[28]。『相撲』2019年5月号[29]および同号付録の全相撲人写真名鑑[30]では千代翔馬の項に誤って荒鷲の写真が掲載され、翌6月号にて訂正記事および本来の千代翔馬の写真が掲載された[31]。
- 自身が関取時代に与えられた部屋の個室は、それまで物置や風邪を引いた力士の隔離部屋に使われていたものであった[32]。

## 主な成績
- 通算成績：493勝461敗56休 勝率.517
- 幕内成績：138勝173敗4休 勝率.444
- 現役在位：103場所
- 幕内在位：21場所
- 金星：3個（白鵬1個、日馬富士1個、鶴竜1個）

### 場所別成績
| | 一月場所 初場所（東京） | 三月場所 春場所（大阪） | 五月場所 夏場所（東京） | 七月場所 名古屋場所（愛知） | 九月場所 秋場所（東京）  | 十一月場所 九州場所（福岡） |
| --- | ----------------------- | ----------------------- | ----------------------- | --------------------------- | ------------------------ | --------------------------- |
| 2002年 （平成14年） | x                       | x                       | x                       | x                           | x                        | （前相撲）                  |
| 2003年 （平成15年） | 東序ノ口32枚目 4–3      | 東序二段91枚目 6–1      | 東序二段15枚目 4–3      | 西三段目97枚目 4–3          | 東三段目78枚目 5–2       | 西三段目47枚目 3–4          |
| 2004年 （平成16年） | 東三段目60枚目 4–3      | 東三段目48枚目 5–2      | 東三段目20枚目 5–2      | 西幕下57枚目 3–4            | 西三段目10枚目 5–2       | 西幕下53枚目 3–4            |
| 2005年 （平成17年） | 西三段目5枚目 4–3       | 東幕下56枚目 4–3        | 西幕下47枚目 2–5        | 西三段目9枚目 6–1           | 東幕下34枚目 4–3         | 西幕下29枚目 4–3            |
| 2006年 （平成18年） | 西幕下20枚目 1–1–5      | 西幕下44枚目 休場 0–0–7 | 西三段目24枚目 5–2      | 東幕下59枚目 2–2–3          | 西三段目24枚目 2–5       | 東三段目49枚目 5–2          |
| 2007年 （平成19年） | 東三段目21枚目 6–1      | 東幕下42枚目 5–2        | 西幕下30枚目 4–2–1      | 西幕下22枚目 休場 0–0–7     | 西三段目2枚目 休場 0–0–7 | 東三段目62枚目 休場 0–0–7   |
| 2008年 （平成20年） | 西序二段22枚目 6–1      | 西三段目56枚目 6–1      | 西三段目4枚目 6–1       | 西幕下30枚目 4–3            | 西幕下25枚目 2–5         | 西幕下41枚目 4–3            |
| 2009年 （平成21年） | 東幕下35枚目 2–5        | 西幕下52枚目 4–3        | 西幕下43枚目 4–3        | 東幕下36枚目 5–2            | 西幕下25枚目 5–2         | 西幕下16枚目 3–4            |
| 2010年 （平成22年） | 東幕下23枚目 5–2        | 東幕下17枚目 5–2        | 東幕下10枚目 3–4        | 西幕下19枚目 4–3            | 西幕下12枚目 4–3         | 東幕下9枚目 4–3             |
| 2011年 （平成23年） | 東幕下6枚目 4–3         | 八百長問題 により中止   | 東幕下3枚目 3–4         | 西十両13枚目 5–10           | 西幕下3枚目 3–4          | 東幕下6枚目 5–2             |
| 2012年 （平成24年） | 東幕下2枚目 4–3         | 西十両14枚目 7–8        | 東幕下筆頭 3–4          | 東幕下4枚目 4–3             | 東十両14枚目 5–10        | 西幕下2枚目 3–4             |
| 2013年 （平成25年） | 西幕下5枚目 4–3         | 東幕下2枚目 3–4         | 西幕下4枚目 3–4         | 東幕下11枚目 4–3            | 東幕下10枚目 6–1         | 西幕下筆頭 6–1              |
| 2014年 （平成26年） | 西十両10枚目 8–7        | 東十両8枚目 10–5        | 東前頭16枚目 7–8        | 東前頭17枚目 10–5           | 西前頭8枚目 5–10         | 西前頭13枚目 8–7            |
| 2015年 （平成27年） | 西前頭12枚目 7–8        | 西前頭14枚目 8–7        | 東前頭12枚目 2–13       | 東十両7枚目 9–6             | 西十両3枚目 7–8          | 東十両5枚目 8–7             |
| 2016年 （平成28年） | 東十両4枚目 7–8         | 東十両5枚目 8–7         | 西十両3枚目 8–7         | 東前頭16枚目 9–6            | 東前頭10枚目 7–8         | 西前頭10枚目 11–4           |
| 2017年 （平成29年） | 西前頭2枚目 6–9 ★       | 西前頭4枚目 3–10–2 ★    | 東前頭11枚目 7–8        | 東前頭12枚目 8–7            | 西前頭9枚目 9–6          | 西前頭5枚目 8–7             |
| 2018年 （平成30年） | 西前頭4枚目 8–7         | 東前頭2枚目 2–13        | 東前頭12枚目 7–8        | 西前頭12枚目 5–10           | 東十両筆頭 8–7           | 東前頭16枚目 1–12–2         |
| 2019年 （平成31年 /令和元年） | 東十両10枚目 6–9        | 西十両12枚目 8–7        | 東十両12枚目 8–7        | 西十両10枚目 5–10           | 西幕下筆頭 2–4–1         | 東幕下8枚目 休場 0–0–7      |
| 2020年 （令和2年） | 西幕下48枚目 引退 0–0–7 | x                       | x                       | x                           | x                        | x                           |
| 各欄の数字は、「勝ち-負け-休場」を示す。 優勝 引退 休場 十両 幕下 三賞：敢=敢闘賞、殊=殊勲賞、技=技能賞 その他：★=金星 番付階級：幕内 - 十両 - 幕下 - 三段目 - 序二段 - 序ノ口 幕内序列：横綱 - 大関 - 関脇 - 小結 - 前頭（「#数字」は各位内の序列） |                         |                         |                         |                             |                          |                             |

### 幕内対戦成績
| 力士名   | 勝数 | 負数 | 力士名     | 勝数 | 負数 | 力士名   | 勝数 | 負数 | 力士名   | 勝数 | 負数 |
| -------- | ---- | ---- | ---------- | ---- | ---- | -------- | ---- | ---- | -------- | ---- | ---- |
| 碧山     | 2    | 3    | 朝乃山     | 1    | 2    | 東龍     | 1    | 0    | 安美錦   | 2    | 1    |
| 阿夢露   | 2    | 0    | 勢         | 2    | 3    | 石浦     | 3    | 2    | 逸ノ城   | 1    | 4(1) |
| 宇良     | 0    | 1    | 遠藤       | 1    | 7    | 阿武咲   | 0    | 3    | 大砂嵐   | 1    | 1    |
| 隠岐の海 | 4    | 3    | 魁聖       | 2    | 5    | 臥牙丸   | 5    | 0    | 輝       | 1    | 4    |
| 鏡桜     | 0    | 2    | 鶴竜       | 1    | 2    | 稀勢の里 | 0    | 2    | 北太樹   | 3    | 3    |
| 北磻磨   | 0    | 1    | 旭秀鵬     | 3    | 6    | 旭大星   | 0    | 2    | 旭天鵬   | 2    | 1    |
| 豪栄道   | 1    | 2    | 琴恵光     | 1    | 0    | 琴奨菊   | 0    | 2    | 琴勇輝   | 2    | 2    |
| 佐田の海 | 4    | 6    | 佐田の富士 | 2    | 3    | 常幸龍   | 1    | 1    | 正代     | 3    | 1    |
| 松鳳山   | 5    | 3    | 蒼国来     | 3    | 7    | 大奄美   | 0    | 2    | 大栄翔   | 3    | 2    |
| 大翔丸   | 5    | 4    | 貴景勝     | 1    | 1    | 貴ノ岩   | 3    | 5    | 隆の勝   | 0    | 1    |
| 髙安     | 0    | 4    | 宝富士     | 3    | 4    | 豪風     | 4    | 4    | 玉鷲     | 3    | 7    |
| 千代鳳   | 1    | 3    | 千代翔馬   | 2    | 3    | 千代大龍 | 4    | 3    | 千代の国 | 4    | 5(1) |
| 千代丸   | 6    | 4    | 照ノ富士   | 1    | 3    | 時天空   | 1    | 2    | 德勝龍   | 2    | 3    |
| 栃煌山   | 1    | 2    | 栃ノ心     | 2    | 3    | 豊ノ島   | 0    | 1    | 豊響     | 8    | 0    |
| 錦木     | 5    | 0    | 白鵬       | 1    | 0    | 日馬富士 | 1    | 1    | 富士東   | 0    | 1    |
| 北勝富士 | 2    | 3    | 誉富士     | 1    | 1    | 舛ノ山   | 1    | 0    | 御嶽海   | 1    | 3    |
| 妙義龍   | 3    | 2    | 明生       | 0    | 2    | 豊山     | 2    | 0    | 嘉風     | 2    | 3    |
| 竜電     | 1    | 2    | 若の里     | 0    | 1    |          |      |      |          |      |      |

## 改名歴
- 荒鷲 毅（あらわし つよし）2002年11月場所 - 2020年1月場所